# Prestito (finanza)
In economia il prestito è la cessione di una somma di denaro con il vincolo della restituzione del capitale di pari valore o maggiore.
Il termine indica essenzialmente un finanziamento di denaro che un istituto o società di credito autorizzata (detta mediatrice o mediatore) (es. banca) o un privato cittadino concede a un altro soggetto.

## Descrizione
Gli elementi costitutivi di un prestito sono:
- capitale finanziato,
- tasso annuo nominale d'interesse (TAN)
- tasso annuo effettivo globale (TAEG)
- durata del finanziamento
- l'importo, ed eventuali rate e condizioni.

L'assegnazione di un prestito avviene dopo una serie di controlli preliminari che il mediatore esegue in base alla situazione economica e professionale del soggetto richiedente, esami che gli permette di valutare la sicurezza evitando sconvenienti situazioni di insolvenza.
Tale finanziamento può essere richiesto ed erogato con diversi scopi: per acquistare beni di consumo (automobile, abitazione, arredamento, elettrodomestici, vestiti, ecc.), per ristrutturare la propria casa (edilizia), per saldare altri debiti o prettamente per possedere una disponibilità immediata di denaro contante (prestiti di liquidità).

### Gestione del credito
Può succedere che la riscossione di un prestito diventi incerta. Il creditore può tutelare i propri interessi tramite:
- azioni di recupero crediti, fino al ricorso ad agenti di riscossione;
- azioni legali, come lettere di sollecito o interventi giudiziari;
- cessione del credito non performante o non performing loans a fronte di denaro liquido a società specializzate nella gestione di crediti deteriorati.

Tutte queste attività richiedono l'utilizzo di informazioni commerciali.

## Tipologia
La concessione di un prestito può essere subordinata alla presentazione da parte del richiedente di una garanzia reale o personale. Possiamo quindi fare un'ulteriore distinzione tra prestiti garantiti e non garantiti.

### Prestitifinalizzatienon finalizzati
Il prestito inoltre può essere finalizzato e non finalizzato. La caratteristica principale che distingue i due tipi di prestito-sovvenzione è basata sul metodo di erogazione e conseguentemente alla restituzione del denaro stesso: nel caso dei prestiti finalizzati, il cliente è obbligato all'acquisto di un bene di consumo specificando comunque la finalità del prestito e mettendo necessariamente a conoscenza l'istituto finanziatore; mentre nel caso di prestiti non finalizzati il cliente non ha alcun vincolo di destinazione ed è libero di disporre della somma richiesta in prestito con maggiore libertà d'azione.
Generalmente i prestiti finalizzati si distinguono dagli altri per una maggiore semplicità e rapidità della pratica, infatti talvolta possono essere erogati dallo stesso punto vendita del bene in questione grazie a convenzioni commerciali e finanziarie con le banche; mentre per i prestiti non finalizzati ci si rivolge esclusivamente a istituti di credito.

### Credito al consumo
Tra i prestiti non finalizzati il più diffuso è il prestito personale, che rientra anche nella categoria del credito al consumo ed è un prestito senza garanzia.
In Italia la disciplina del credito al consumo prevede un importo compreso tra 154,94 euro e 30 987,41 euro. Generalmente, nel caso dei prestiti personali in senso stretto, l'importo è medio alto, mentre per le somme più contenute si preferisce utilizzare la forma del credito rotativo: carte di credito revolving o apertura di linee di credito rotative (stesso meccanismo delle carte revolving ma senza il supporto di plastica). La durata è compresa tra 12 e 120 mesi.
Ovviamente la scelta tra queste due forme di finanziamento sarà fatta dal cliente in stretta relazione alle proprie esigenze e disponibilità.

## Trattazione matematica
Al tempo t=0 viene erogato un prestito d'importo {\displaystyle P_{0}}. Tale somma viene restituita con rate costanti di importo R pagate a partire dal tempo t=1 pertanto se si considera l'anno come unità di misura allora R è la rata annuale (conoscendo la rata mensile basta moltiplicarla per 12).
Indicando con r il tasso di interesse costante con il quale viene calcolato l'interesse sul debito residuo {\displaystyle P_{t}} si ha che:
{\displaystyle \ P_{t+1}=P_{t}+rP_{t}-R=(1+r)P_{t}-R}
Calcolando {\displaystyle P_{1}} cioè il prestito dopo 1 anno si ha:
{\displaystyle \ P_{1}=(1+r)P_{0}-R}
Calcolando {\displaystyle P_{2}} cioè il prestito dopo 2 anni si ha:
{\displaystyle \ P_{2}=(1+r)P_{1}-R=(1+r)^{2}P_{0}-R(1+r)-R}
Calcolando {\displaystyle P_{3}} cioè il prestito dopo 3 anni si ha:
{\displaystyle \ P_{3}=(1+r)P_{2}-R=(1+r)^{3}P_{0}-R(1+r)^{2}-R(1+r)-R}
Pertanto il prestito al tempo t sarà:
{\displaystyle \ P_{t}=(1+r)P_{t-1}-R=(1+r)^{t}P_{0}-R(1+r)^{t-1}-....-R(1+r)^{2}-R(1+r)-R}
Posto:
{\displaystyle \ S_{t}=:-R(1+r)^{t-1}-....-R(1+r)^{2}-R(1+r)-R}
Riscriviamo {\displaystyle P_{t}} come:
{\displaystyle \ P_{t}=(1+r)^{t}P_{0}+S_{t}}
Moltiplicando ambo i membri dell'equazione {\displaystyle S_{t}} per {\displaystyle -(1+r)} si ha:
{\displaystyle \ -(1+r)S_{t}=R(1+r)^{t}+....+R(1+r)^{3}+R(1+r)^{2}+R(1+r)}
Sommando membro a membro le due equazioni si ottiene:
{\displaystyle \ S_{t}-(1+r)S_{t}=R(1+r)^{t}-R}
Da cui si ricava:
{\displaystyle \ S_{t}=-{\dfrac {R}{r}}\left((1+r)^{t}-1\right)}
Allora il prestito al tempo t risulta uguale a:
{\displaystyle \ P_{t}=(1+r)^{t}P_{0}+S_{t}=(1+r)^{t}\left(P_{0}-{\dfrac {R}{r}}\right)+{\dfrac {R}{r}}}
Considerando la successione {\displaystyle P_{t}} continua se ne può calcolare la derivata per vedere quando è crescente o decrescente. Pertanto risulta:
{\displaystyle \ {\dfrac {d(P(t))}{dt}}=(1+r)^{t}log(1+r)\left(P_{0}-{\dfrac {R}{r}}\right)}
per cui la derivata è positiva e la funzione è crescente per {\displaystyle R<=P_{0}r} e quindi in tal caso il prestito non si estinguerebbe mai, mentre per {\displaystyle R>P_{0}r} la derivata è negativa, la funzione è decrescente per cui dopo un certo tempo il prestito si estingue.
Volendo calcolare dopo quanto tempo il prestito si estingue bisogna imporre la condizione:
{\displaystyle P_{t}=(1+r)^{t}\left(P_{0}-{\dfrac {R}{r}}\right)+{\dfrac {R}{r}}=0}
da cui si ottiene l'equazione esponenziale:
{\displaystyle (1+r)^{t_{*}}=\left({\dfrac {R}{R-P_{0}r}}\right)}
pertanto passando ai logaritmi si ottiene che il tempo {\displaystyle t_{*}} in corrispondenza del quale il prestito si estingue è:
{\displaystyle t_{*}={\dfrac {\log \left({\dfrac {R}{R-P_{0}r}}\right)}{\log(1+r)}}}
mentre la rata annuale per estinguere il prestito in un tempo annuale {\displaystyle t_{*}} al tasso di interesse r è :
{\displaystyle R={\frac {{P_{0}}r\,{{\left(r+1\right)}^{t_{*}}}}{{{\left(r+1\right)}^{t_{*}}}-1}}}
Usando il programma wxMaxima per calcolare la rata mensile di un prestito di 100 000 € al tasso del 2% in 20 anni si ottiene una rata mensile di 505,88 €:
```
M_0
:
100000
;

t
:
20
*
12
;

r
:
0.02
/
12
;

R
:
 
(
M_0
*
r
*
(
1
+
r
)
^
t
)
 
/
((
1
+
r
)
^
t
-1
)
 
;

(
M_0
)
 
100000

(
t
)
	
240

(
r
)
	
0.001666666666666666

(
R
)
	
505.8833350451002

```

Usando il programma wxMaxima per calcolare gli anni necessari affinché un prestito di 136 000 € al tasso del 3,5% con una rata mensile di 616 € si estingua, si ottiene un tempo di 30 anni:
```
P_0
:
136000
;

R
:
616
*
12
;

r
:
0.035
;

t
:
log
(
R
/
(
R
-
P_0
*
r
))
/
log
(
1
+
r
);

(
P_0
)
136000

(
R
)
	
7392

(
r
)
	
0.035

(
t
)
	
30.01777598822768

```

Volendo infine calcolare il tasso di interesse annuo di un prestito di 136 000 € con una rata mensile di 616 € per 30 anni, utilizzando wxMaxima si ottengono soluzioni sia reali sia complesse ma bisogna considerare soltanto quella reale positiva che risulta uguale a r=0,035 cioè r=3,5%:
```
P_0
:
136000
;

R
:
616
*
12
;

t
:
30
;

to_poly_solve
([
R
=
 
(
P_0
*
r
*
(
1
+
r
)
^
t
)
 
/
((
1
+
r
)
^
t
-1
)],
 
[
r
]);

%
union
([
r
=
-1.888535594417947
],[
r
=
0.0349730024273047
],[
r
=
-0.896028170357983
*
%
i
-0.9280999599620557
],[
r
=
-0.8888109431650352
*
%
i
-1.112956586482667
],[
r
=
-0.8657146919295419
*
%
i
-0.7448171243784433
],[
r
=
-0.8445459478845543
*
%
i
-1.291928857130876
],[
r
=
-0.7988904998481778
*
%
i
-0.5704246807439609
],[
r
=
-0.7652448516065452
*
%
i
-1.457831182844293
],[
r
=
-0.6979711584231817
*
%
i
-0.4117437679963628
],[
r
=
-0.6540353194183626
*
%
i
-1.604138386579367
],[
r
=
-0.5665737683927865
*
%
i
-0.2746913425371878
],[
r
=
-0.5152397750397905
*
%
i
-1.724120178284734
],[
r
=
-0.4090913669433675
*
%
i
-0.1636448979862607
],[
r
=
-0.3562793044936652
*
%
i
-1.812932383015084
],[
r
=
-0.2293004835165864
*
%
i
-0.07964103298575065
],[
r
=
-0.1827369053504073
*
%
i
-1.86907185558138
],[
r
=
0.1827369053504073
*
%
i
-1.86907185558138
],[
r
=
0.2293004835165864
*
%
i
-0.07964103298575065
],[
r
=
0.3562793044936652
*
%
i
-1.812932383015084
],[
r
=
0.4090913669433675
*
%
i
-0.1636448979862607
],[
r
=
0.5152397750397905
*
%
i
-1.724120178284734
],[
r
=
0.5665737683927865
*
%
i
-0.2746913425371878
],[
r
=
0.6540353194183626
*
%
i
-1.604138386579367
],[
r
=
0.6979711584231817
*
%
i
-0.4117437679963628
],[
r
=
0.7652448516065452
*
%
i
-1.457831182844293
],[
r
=
0.7988904998481778
*
%
i
-0.5704246807439609
],[
r
=
0.8445459478845543
*
%
i
-1.291928857130876
],[
r
=
0.8657146919295419
*
%
i
-0.7448171243784433
],[
r
=
0.8888109431650352
*
%
i
-1.112956586482667
],[
r
=
0.896028170357983
*
%
i
-0.9280999599620557
])

```